# 多田綱輔
多田綱輔（Tsunasuke Tada，？—？）為19世紀末日本動物學研究學者。畢業於東京帝國大學簡易科動物部的他，也是首位有系統地於台灣研究及採集動物的日籍人士，另外，亦是以先進科學方法針對台灣動物製造標本及發表相關論文的先鋒。
除了1896年－1897年前往台灣所締造的台灣動物採集成就之外，多田綱輔日後並未於動物學領域或其他學術方面有更多突出表現。不過正因他於1896年－1899年期間的台灣動物學深入研究與所製作的多只標本，點燃開啟了日治時期的日籍學者之台灣動物學風潮。因此被稱為「被遺忘的日籍台灣動物學者」的頭號人物。

## 前往台灣
1895年（日本明治廿八年），台灣邁入台灣日治時期，為了更有效率了解台灣，翌年；台灣日治時期開始的第二年；統治台灣最高官署台灣總督府特地商請東京帝國大學派出動物學、植物學、地質學及人類學四門學科專家到台灣展開綜合調查，而當時任帝國大學大學標本室助手的多田綱輔亦名列於此綜合調查團名單中，至於多田的研究領域，則為他所專長的動物學。

## 旅途

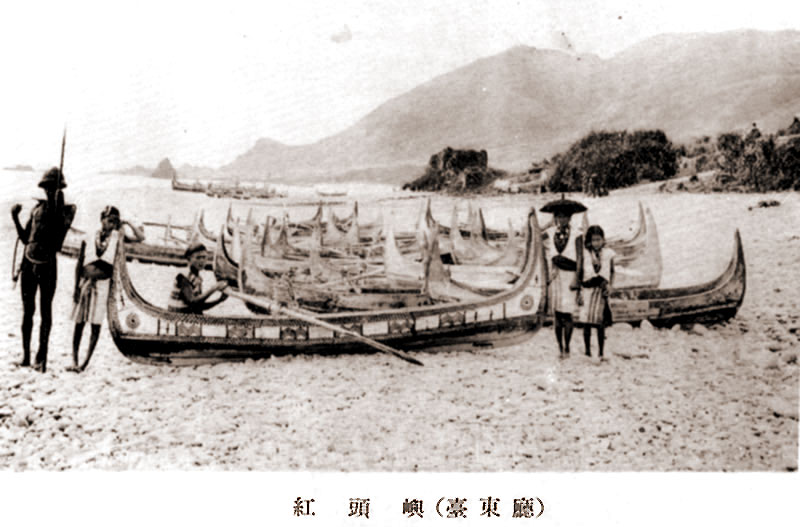
舊稱紅頭嶼的蘭嶼

1896年8月，多田綱輔連同伊能嘉矩、宮村榮一等日籍學者抵台。於台北芝山岩、內湖庄等野生動物聚集地短暫觀察後，同年11月，他隨即前往19世紀末仍屬偏遠的台灣宜蘭山區與蘇澳一帶採集中小型動物。連同一起研究之學者，尚有人類學方面學者粟野傳之丞及伊能嘉矩。不久，餘兩人因公務離開後，他則由日本軍方所屬台灣守備隊護衛，深入宜蘭、蘇澳山地。1897年元月，多田則前往台灣澎湖，並於澎湖採集台灣海峽特殊台灣亞種魚類，同年5月，他研究領域不但更深入花蓮、台東，更繼鳥居龍藏；成為第二位深入紅頭嶼（今蘭嶼）的日籍學者，而這些旅途過程，他則以收購、狩獵、僱傭等方式來採集台灣各種動物，並親手製作標本。

## 研究時程

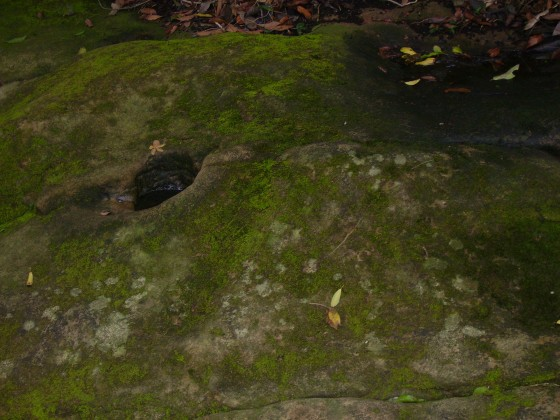
芝山岩也是多田綱輔的研究領域之一，圖為芝山岩山頂上的海岸礁石

- 1896年8月—10月：臺北芝山岩、內湖、淡水河、基隆
- 1896年11月—12月：宜蘭、羅東、蘇澳
- 1897年1月—4月：澎湖群島
- 1897年5月—7月：紅頭嶼（蘭嶼）
- 1897年8月—10月：花蓮、台東
- 1897年11月：迪佳（今高雄市那瑪夏區）

## 採集標本
- 台灣哺乳類：如穿山甲、台灣梅花鹿等共十餘種
- 鳥類：如紫綬帶（Terpsiphone atrocaudata tadai Momiyama）、竹雞、夜鷹、老鷹等八十餘種，其中綬帶鳥命名者紉山德太郎特地以初發現的多田綱輔的姓氏，作為該稀有鳥類的學名註解之一。[註 1]
- 魚類：如鰻魚等百餘種，美國喬丹及愛阜曼共同發表的《台灣魚類採集記》所根據的魚類標本，多來自多田綱輔之手。
- 兩棲類及爬蟲類：如箕作氏攀蜥（Japalura mitsukurii，現為斯文豪氏攀蜥的異名）、青竹絲等25種，其中箕作氏攀蜥命名者美國教授史丹吉（Leonhard Hess Stejneger）亦以採集者多田綱輔所任教之東京帝大理科大學校長箕作佳吉為名。

除此，多田蒐集的標本尚有昆蟲，棘皮動物，甲殼類，軟體動物，珊瑚等等共約兩百餘種動物。而除了史丹吉、喬丹、愛阜曼、紉山德太郎之外，接受其贈送，並以多田採集標準為研究標的的學者尚有飯島魁、內山柳太郎、德永重康、寺崎留吉、波江元吉等人。

## 多田綱輔之台灣動物相關著作

### 論文
- 《帝國新領臺灣動物彙報》

### 遊記
- 《台灣通信》（1896–1897）
- 《紅頭嶼探險記》（1897）
- 《台灣蕃地紀行》（1897）
- 《台東探險紀行》（1897）
- 《台東探險紀行餘錄》（1898）

### 專論
- 《台灣動物調查》（1898）
- 《台灣採集動物》（1898–1899）
- 《台灣鳥類一斑》（1899）

## 相關詞條
- 大島正滿、江崎悌三、松村松年、青木文一郎、素木得一、堀川安市、渡邊龜作、菊池米太郎、黑田長禮、楚南仁博、蘇特(德國人) (Hans Sauter)